# Oswine del Kent
Oswine (fl. VII secolo) è stato un sovrano anglosassone.
Oswine, re del Kent, regnò insieme a Swaefberht e Swaefheard ed è noto da tre documenti: un datato luglio 689 e apparentemente testimoniato da Swaefberht (nome corrotto come Gabertus), un altro datato 26 gennaio 690, testimoniato da Swaefheard e che implica la discendenza di Oswine da Eormenred, e un terzo non datato ma ancora testimoniato da Swaefheard, esprime la gratitudine di Oswine per la sua restaurazione nel regno dei suoi padri (gratias refero miserenti Deo omnipotenti qui confirmauit me in regno patrum meorum et dedit mihi domum cognationis mee).